# Stenopsychodes syrdenus
Stenopsychodes syrdenus is een schietmot uit de familie Stenopsychidae. De soort komt voor in het Australaziatisch gebied.